# Vătava, Mureș
Vătava, mai demult Râpa de Sus (în dialectul săsesc Raipendref, în germană Oberrübendorf, maghiară Felsőrépa, Répa, Felsőrépás) este satul de reședință al comunei cu același nume din județul Mureș, Transilvania, România.

## Istoric
Satul Vătava este atestat documentar în anul 1332.
Numele de Vatava provine de la numele unui boier cu numele Vataf, care a locuit aici in vechi timpuri.

## Localizare
Localitate situată pe  Valea Râpii, afluent al râului Mureș, în nordul județului aproape de județul Bistrița-Năsăud.